# Eureka (Kansas)
Eureka és una població dels Estats Units a l'estat de Kansas. Segons el cens del 2000 tenia 2.914 habitants.

## Demografia
Segons el cens del 2000, Eureka tenia 2.914 habitants, 1.278 habitatges, i 756 famílies. La densitat de població era de 574 habitants/km².
Dels 1.278 habitatges en un 26,1% hi vivien nens de menys de 18 anys, en un 46,2% hi vivien parelles casades, en un 8,8% dones solteres, i en un 40,8% no eren unitats familiars. En el 38,1% dels habitatges hi vivien persones soles el 21,8% de les quals corresponia a persones de 65 anys o més que vivien soles. El nombre mitjà de persones vivint en cada habitatge era de 2,18 i el nombre mitjà de persones que vivien en cada família era de 2,85.
Per edats la població es repartia de la següent manera: un 23,2% tenia menys de 18 anys, un 7,8% entre 18 i 24, un 22,4% entre 25 i 44, un 19,4% de 45 a 60 i un 27,3% 65 anys o més.
L'edat mediana era de 42 anys. Per cada 100 dones de 18 o més anys hi havia 78,8 homes.
La renda mediana per habitatge era de 26.410 $ i la renda mediana per família de 36.667 $. Els homes tenien una renda mediana de 27.066 $ mentre que les dones 20.870 $. La renda per capita de la població era de 15.142 $. Entorn del 9% de les famílies i el 14,8% de la població estaven per davall del llindar de pobresa.

## Poblacions més properes
El següent diagrama mostra les poblacions més properes.